# Condado de Treasure
El condado de Treasure (en inglés: Treasure County) es uno de los 56 condados del estado estadounidense de Montana. En el año 2000 tenía una población de 861 habitantes con una densidad poblacional de 0,34 personas por km². La sede del condado es Hysham.

## Geografía
Según la Oficina del Censo, el condado tiene un área total de 2549 km² (984,2 mi²), de la cual 2536 km² (979,2 mi²) es tierra y 13 km² (5 mi²) (0.53%) es agua.

### Condados adyacentes
- Condado de Rosebud - norte y este
- Condado de Big Horn - sur
- Condado de Yellowstone - oeste

## Carreteras
- Interestatal 94
- U.S. Highway 10 (antigua)
- Carretera Estatal de Montana 311
- Carretera Estatal de Montana 384

## Demografía
En el 2000 la renta per cápita promedia del condado era de $29,830, y el ingreso promedio para una familia era de $34,219. En 2000 los hombres tenían un ingreso per cápita de $22,750 versus $17,188 para las mujeres. El ingreso per cápita para el condado era de $14,392. Alrededor del 14.70% de la población estaba bajo el umbral de pobreza nacional.

## Comunidades

### Pueblo
- Hysham

### Comunidades no incorporadas
- Myers
- Sanders